# Punch (drank)

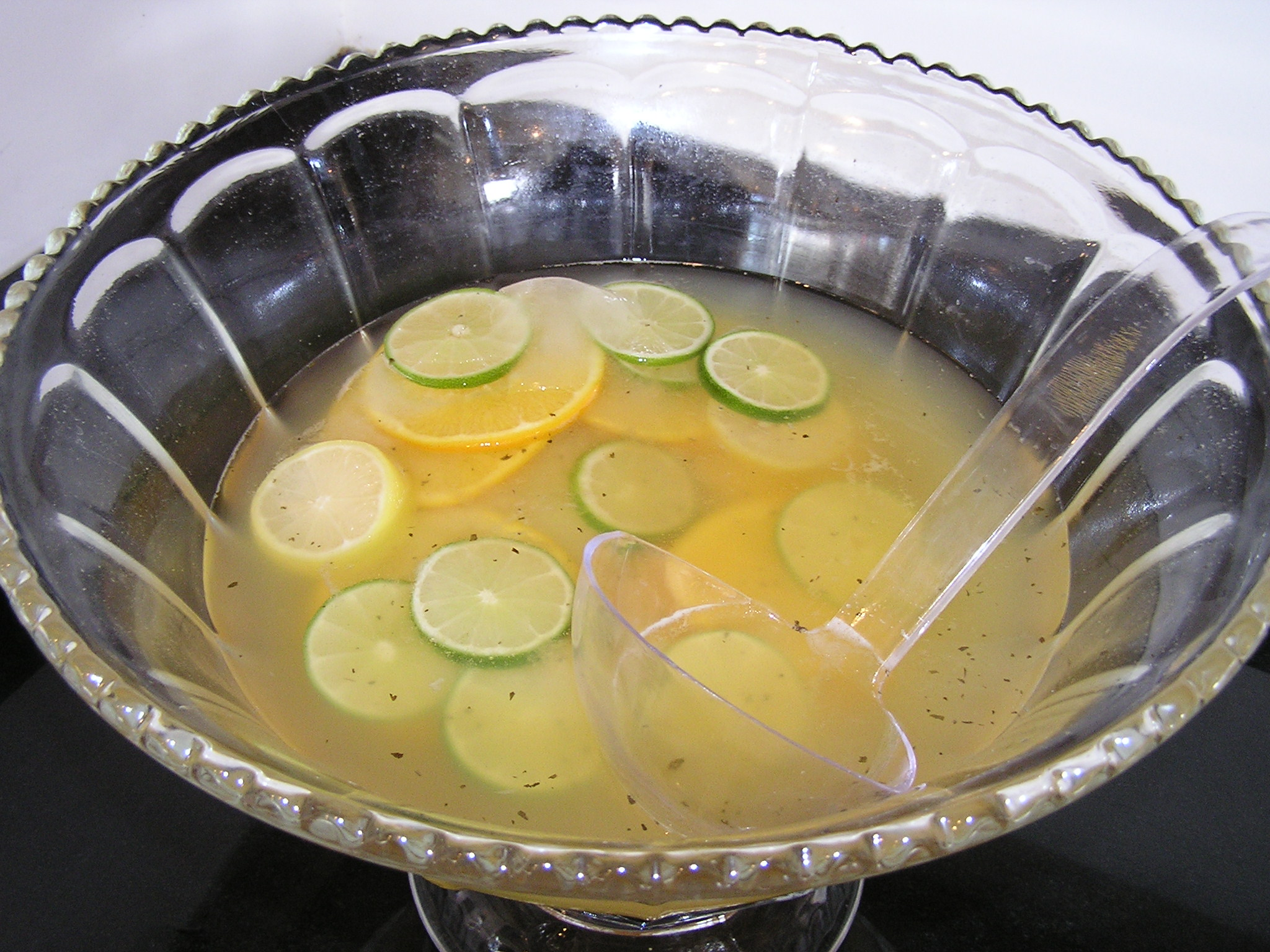
Punch

Punch (of pons) is een (warme) mengdrank die waarschijnlijk in de 17e eeuw in India is ontstaan. Het woord is dan ook afkomstig uit het Hindi. Panch betekent in het Hindi Vijf. Vanwege de vijf ingrediënten heeft de drank deze naam gekregen. Oorspronkelijk was de drank een mix van water, alcohol (arak), sap van een citrusvrucht, kruiden en suiker. Via de Britse Oost-Indische Compagnie kwam het in Europa terecht. Tegenwoordig is fruit een belangrijk onderdeel en wordt vaak rum of soms helemaal geen alcohol gebruikt.

## Samenstelling
De basis voor punch is fruit, bijvoorbeeld banaan, sinaasappel, ananas, mandarijn en kers, in stukjes gesneden. Daaraan wordt een grote hoeveelheid sinaasappelsap toegevoegd, en naar smaak een alcoholische drank, bijvoorbeeld rum of whisky, en soms ook peper.
Een variant is punch op basis van citroen, limoen, limoensap en whisky.

## Trivia
- Punch wordt in veel warme landen als aperitief gedronken.
- Warme punch werd in de 20e eeuw in koek-en-zopietenten verkocht.
- Ponzu (ポン酢) is een populaire citrussaus in de Japanse keuken en is een samenstelling van het Nederlandse pons (punch) en su (酢) (azijn).